# Ostoja Bagno Całowanie
Ostoja Bagno Całowanie este o arie protejată (sit de importanță comunitară — SCI) din Polonia întinsă pe o suprafață de 4.019,32 ha, integral pe uscat.

## Localizare
Centrul sitului Ostoja Bagno Całowanie este situat la coordonatele 52°00′46″N 21°20′36″E / 52.0129°N 21.3432°E.

## Înființare
Situl Ostoja Bagno Całowanie a fost declarat sit de importanță comunitară în aprilie 2004 pentru a proteja 6 specii de animale.

## Biodiversitate
Situată în ecoregiunea continentală, aria protejată conține 11 habitate naturale: Vegetație psamofilă uscată cu pășuni deschise de Corynephorus și Agrostis, Pajiști uscate europene, Pajiști calcaroase din nisipuri xerice, Formațiuni ierboase bogate în specii de Nardus, dezvoltate pe substraturi silicioase în zone montane (și în zone submontane, în Europa continentală), Pajiști cu Molinia pe soluri calcaroase, turboase sau argilos-nămoloase (Molinion caeruleae), Fânețe de joasă altitudine (Alopecurus pratensis, Sanguisorba officinalis), Mlaștini turboase de tranziție și turbării mișcătoare, Mlaștini alcaline, Păduri de stejar și carpen Galio-Carpinetum, Mlaștini împădurite, Păduri aluvionare cu Alnus glutinosa și Fraxinus excelsior (Alno-Padion, Alnion incanae, Salicion albae).
La baza desemnării sitului se află mai multe specii protejate:
- mamifere (2): castor (Castor fiber), liliac comun (Myotis myotis)
- nevertebrate (3): fluturele purpuriu (Lycaena dispar), Lycaena helle, Phengaris teleius
- reptile (1): țestoasa de baltă (Emys orbicularis)